# Valea Salciei
Valea Salciei est une commune du județ de Buzău en Roumanie.